# Myopias kuehni
Myopias kuehni é uma espécie de formiga do gênero Myopias, pertencente à subfamília Ponerinae.